# Източен кралски тиран
Източен кралски тиран (Tyrannus tyrannus) е вид птица от семейство Tyrannidae. Видът е незастрашен от изчезване.

## Разпространение
Разпространен е в Аржентина, Аруба, Бахамски острови, Белиз, Боливия, Бразилия, Канада, Кайманови острови, Чили, Колумбия, Коста Рика, Куба, Еквадор, Салвадор, Фолкландски острови Гватемала, Гвиана, Хондурас, Мексико, Никарагуа, Панама, Парагвай, Перу, Пуерто Рико, Сен Пиер и Микелон, Суринам, Търкс и Кайкос, САЩ и Венецуела.